# Línea F (Río Gallegos)
La línea F era una línea de colectivos urbana de Río Gallegos creada en 2012, que une la Terminal de ómnibus con el Bo. Padre Olivieri. El boleto cuesta 5 pesos el general y 1,75 para estudiantes y gratuito para jubilados.
La empresa TAISUR (Transporte Automotor Integral SUR), es una "filial" de la empresa TAI, que también posee TAIKRÉ, La Nueva Perla, la ex TAINOR y la ex TAILEM (suplantada por Autobuses Santa Fe). Los buses son de la marca Tecnoporte de 21 y 36 asientos, carrozados en chasis Iveco y facilitados por la empresa Ivecam representante en Argentina de la marca sueca.   

## Recorrido principal
IDA: Terminal de ómnibus, Banciella, vía colectora por AFIP y Diarco, con ingreso al barrio Padre Olivieri, circulando a la altura de empresa IVECO hasta la cuarta cuadra. Allí se diagramó un giro a la derecha hasta llegar a una rotonda. El recorrido del ramal cubre el ingreso al barrio Los Álamos por la parte posterior, hasta retomar la calle central del sector en dirección a ruta nacional N.º 3
VUELTA: Colectora RN 3 a la altura de empresa Austral y posteriormente, Diarco hasta llegar a la rotonda Bark e ingresar al casco urbano por avenida Lisandro de la Torre, retomando la calle Pasteur, Jofré de Loaiza, avenida San Martín, Banciella con destino a Terminal de ómnibus.